# 255
Криза Римської імперії у 3 столітті. Період тридцяти тиранів. Правління імператора Валеріана. В імперії триває чума Кипріяна. У Китаї триває період трьох держав, у Японії — період Ямато, у Персії править династія Сассанідів.
На території лісостепової України Черняхівська культура. У Північному Причорномор'ї готи й сармати.

## Події
- На кордони Римської імперії нападають алемани, франки, маркомани, готи і перси.